# Creu de terme de Llançà
La Creu de terme de Llançà era una creu de terme que estava situada al cementiri de Llançà (Alt Empordà).
La columna de la creu provenia de la portalada de l'església del monestir de Sant Pere de Rodes i va ser elaborada pel mestre de Cabestany a la segona meitat del segle XII. La decoració, que recobreix tota la peça, mostra elements vegetals entrellaçats que acaben en fulles i petites palmes, i éssers fantàstics propis de l'imaginari medieval com lleons rampants, grius i dracs alats.
La columna va ser reaprofitada com a fust per a la creu de terme, que es col·locà al cementiri de Llançà. Al llibre d'Albert Bastardes 'Les creus al vent' hi ha una fotografia del 1930, on es veu  la creu al cementiri, amb el fust esmentat, un capitell i una creu que el corona. Fou abatuda durant la Guerra Civil. El fust es conserva al Museu de l'Empordà.